# Теоктиса Пароска
Преподобна Теоктиса Пароска, Теоктиста Лезбоска (грчки: Θεοκτιστη της Λεσβου) је светитељка православне цркве.
Православна црква помиње свету Теоктису 9. новембра.

## Живот
Према житију, рођена је у Метимни на острву Лезбос, вероватно у првој четвртини 9. века. Оставши као дете без роитеља, њени рођаци су је довели у манастир где је и одрасла. На Ускрс у својој 18. години (око 837. године), отишла је да посети своју сестру у свом селу, али су је заједно са сестром и другим локалним сељанима заробили сараценски војници. На острву Парос, успела је да побегне од својих отмичара и тамо је живела у самоћи 35 година, све док је није пронашао ловац (негде 870-их). Теоктиста је убрзо умрла, у рану јесен, а ловац ју је сахранио. Узео је њену руку као реликвију, али га је након тога јак ветар спречио да напусти острво све док руку није вратио у гроб, након чега су мошти нестале. Причу о Теоктитисном животу ловац је тридесет година касније испричао другом пустињаку по имену Симеон, који је пренео причу аутору хагиографије Никети Магистру.

## Хагиографија и иконографија
Никета Магистар је саставио Житије Теоктисте око. 920,  по узору на Житије свете Марије Египћанке, али је измењен да би одговарао догађајима и окружењу Византије из 9. века, посебно увек присутној претњи сараценских пирата након успостављања Емирата Крит 820-их. Због повезаности са Маријом Египћанком, она је на иконама приказана на сличан начин: „мршава жена са белом косом, која је боса и носи одрпан огртач који јој покрива једва половину тела.“ Житије је касније прерадио Симеон Метафраст, који је њен празник ставио на 10. новембар